# 東十条駅

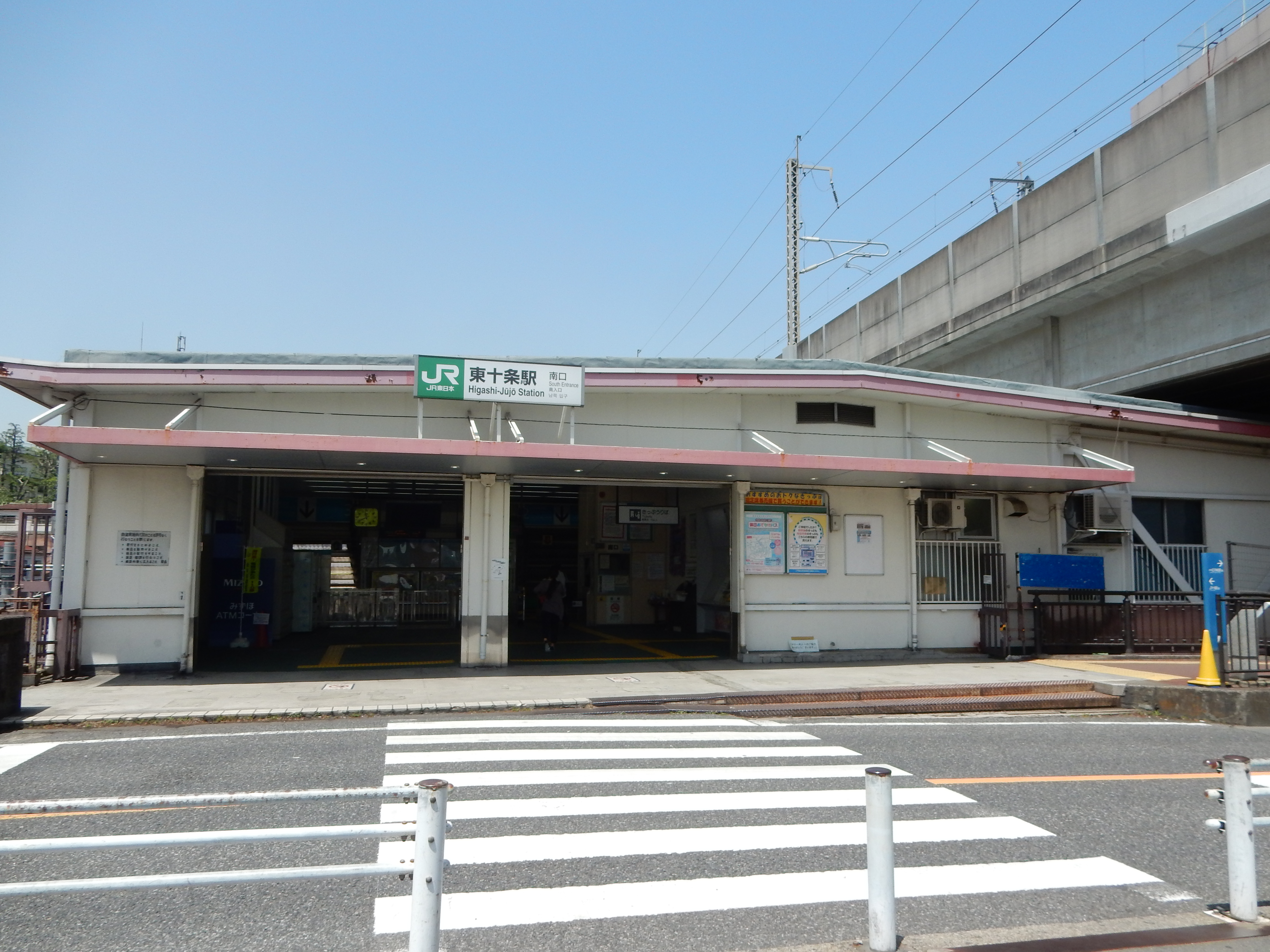
南口（2017年5月）

東十条駅（ひがしじゅうじょうえき）は、東京都北区東十条三丁目にある、東日本旅客鉄道（JR東日本）の駅である。駅番号はJK 37。
乗り入れている路線は線路名称上は東北本線であるが、当駅には電車線を走る京浜東北線電車のみが停車し、旅客案内では「東北（本）線」とは案内されていない。また、JRの特定都区市内制度における「東京都区内」に属する。

## 歴史
- 1927年（昭和2年）10月：地元の設置請願。
- 1928年（昭和3年）2月：京浜線（現・京浜東北線）が、田端駅から赤羽駅まで運行区間を延長。
- 1929年（昭和4年）5月：全国鉄道局会議にて、下十条駅が設置決定。
- 1930年（昭和5年）12月：駅建設工事が着工。
- 1931年（昭和6年）8月1日：京浜線の赤羽延伸から遅れて、下十条駅（しもじゅうじょうえき）として開業[3]。職員17名。「下十条運転区」の名称はこの名残りである。
- 1957年（昭和32年）4月1日：町名変更により、東十条駅に改称[3]。
- 1966年（昭和41年）10月15日：荷物の扱いを廃止[3]。
- 1967年（昭和42年）10月1日：南行きホームを改築。
- 1969年（昭和44年）12月26日：駅構内で南行き京浜東北線が脱線。7人が負傷[4]。
- 1968年（昭和43年）4月1日：本屋口駅舎を改築。
- 1987年（昭和62年）4月1日：国鉄分割民営化に伴い、東日本旅客鉄道（JR東日本）の駅となる[3]。
- 2001年（平成13年）11月18日：ICカード「Suica」の利用が可能となる[5]。
- 2005年（平成17年）3月：みどりの窓口を廃止し、指定席券売機を設置[6]。
- 2020年（令和2年）11月28日：1・4番線でスマートホームドアの使用を開始[7]。
- 2023年（令和5年）10月14日：南口にお客さまサポートコールシステムを導入し、終日無人化[8]。

## 駅構造

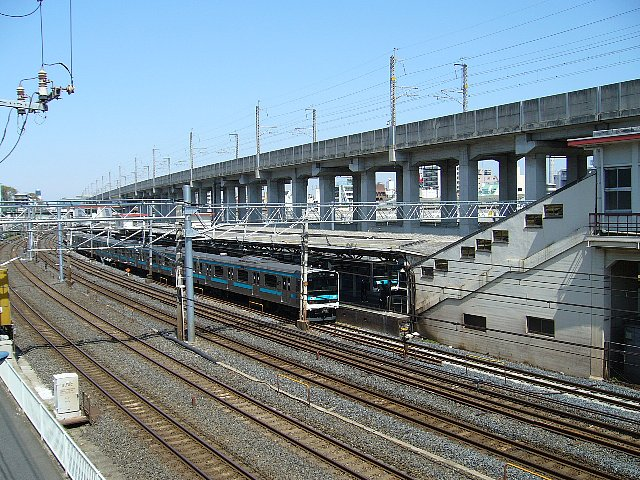
駅南側からホームを望む。
手前の東北本線の貨物線（湘南新宿ライン）と列車線（宇都宮線・高崎線）。奥の高架は東北新幹線

2面の島式ホームで中線1本をはさむ2面3線の構造の地上駅である。中線である2番線と3番線の線路は共用となっている。改札口は北口、南口（いずれも自動改札機を設置）があり、それぞれホーム両端から階段を上った位置にある。南口はお客さまサポートコールシステムが導入されており、終日インターホンによる対応となる。
自動券売機と多機能券売機のほか、北口には指定席券売機が設置されている。
トイレは北口改札内にのみ設置され、南口に向かうホーム上には「南口にはトイレはありません」との注意書きが掲出されている。エスカレーター、エレベーターも北口のみの設置であり、車いす利用客、身体障害者等で南口を利用する場合には駅社員の介助が必要になる。

### のりば
| 番線 | 路線       | 方向 | 行先                       | 備考       |
| ---- | ---------- | ---- | -------------------------- | ---------- |
| 1    | 京浜東北線 | 南行 | 上野・東京・横浜・磯子方面 |            |
| 2    | 京浜東北線 | 南行 | 上野・東京・横浜・磯子方面 | 線路を共用 |
| 3    | 京浜東北線 | 北行 | 赤羽・浦和・大宮方面       | 線路を共用 |
| 4    | 京浜東北線 | 北行 | 赤羽・浦和・大宮方面       |            |

3番線は北行の到着時降車専用ホームとして使用されていたが、2024年のダイヤ改正により当駅どまりの列車の設定がなくなったため、現在では1日1本錆取りで入線する列車がある。電留線への出入区以外に、赤羽駅への送り込みの回送電車がある関係で赤羽方面に進出することもできる。また、ダイヤ乱れ時や工事での区間運休時は北行の当駅折り返し始発ホームとして使用される。

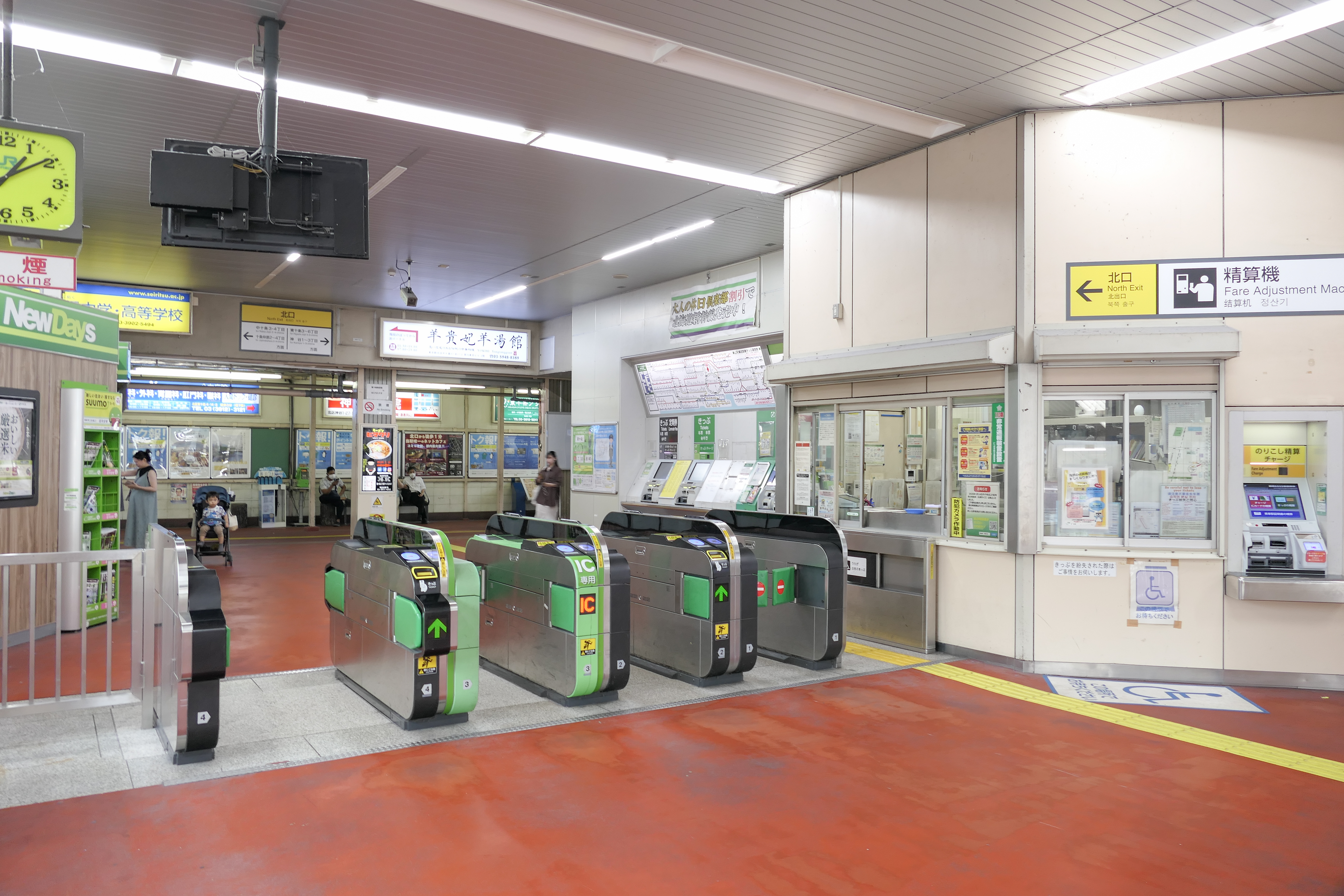
北口改札（2023年5月）
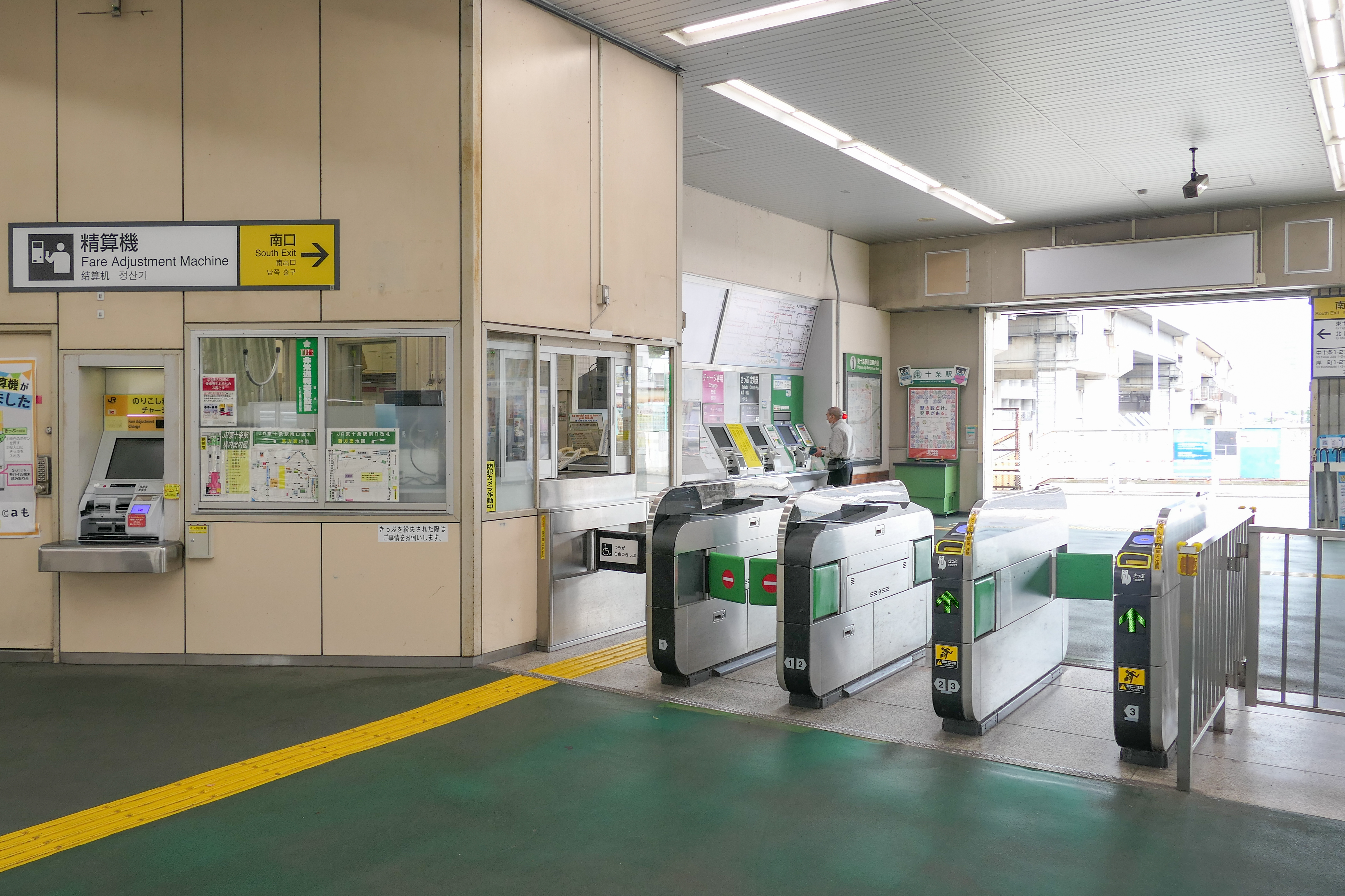
南口改札（2023年5月）
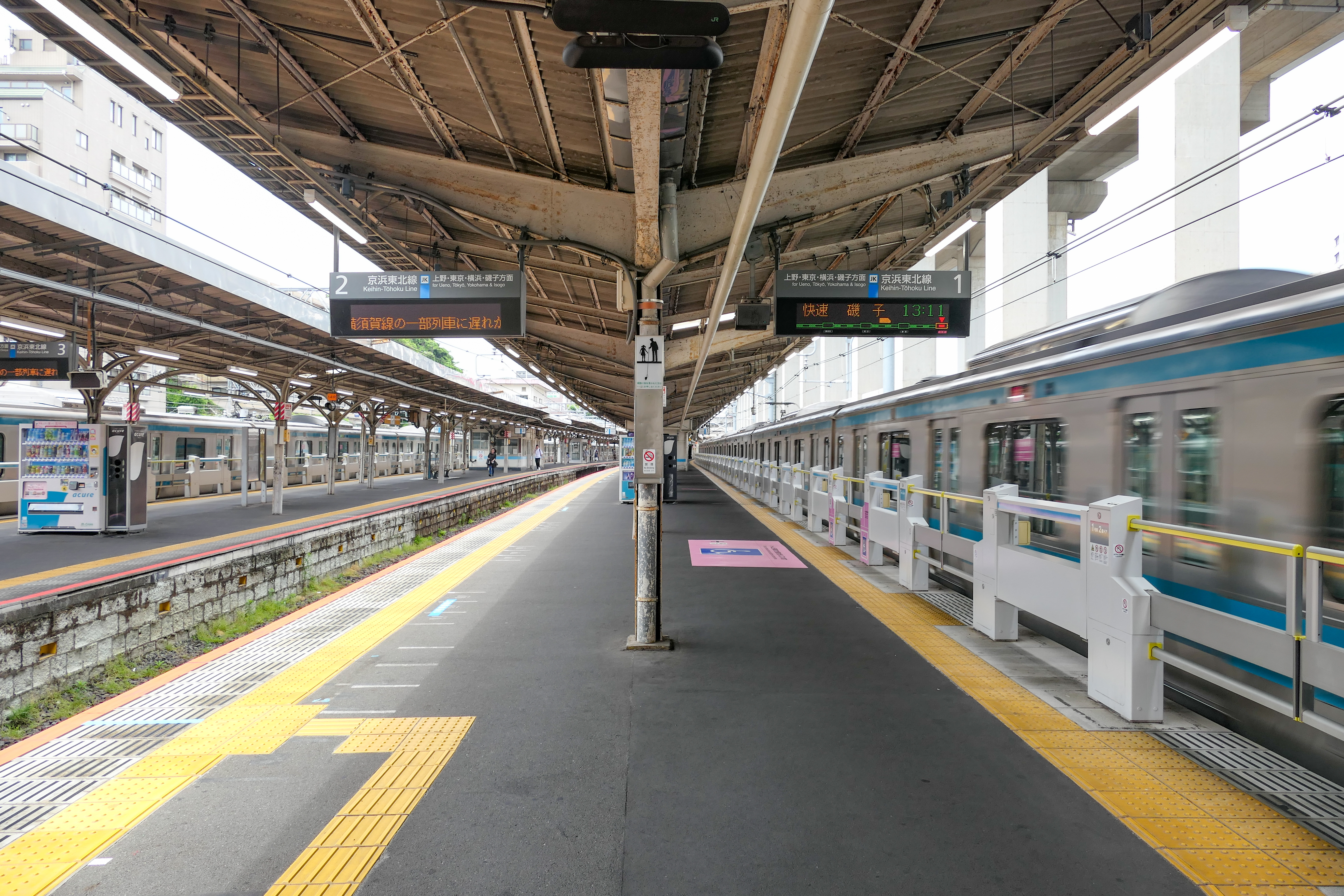
1・2番線ホーム（2023年5月）
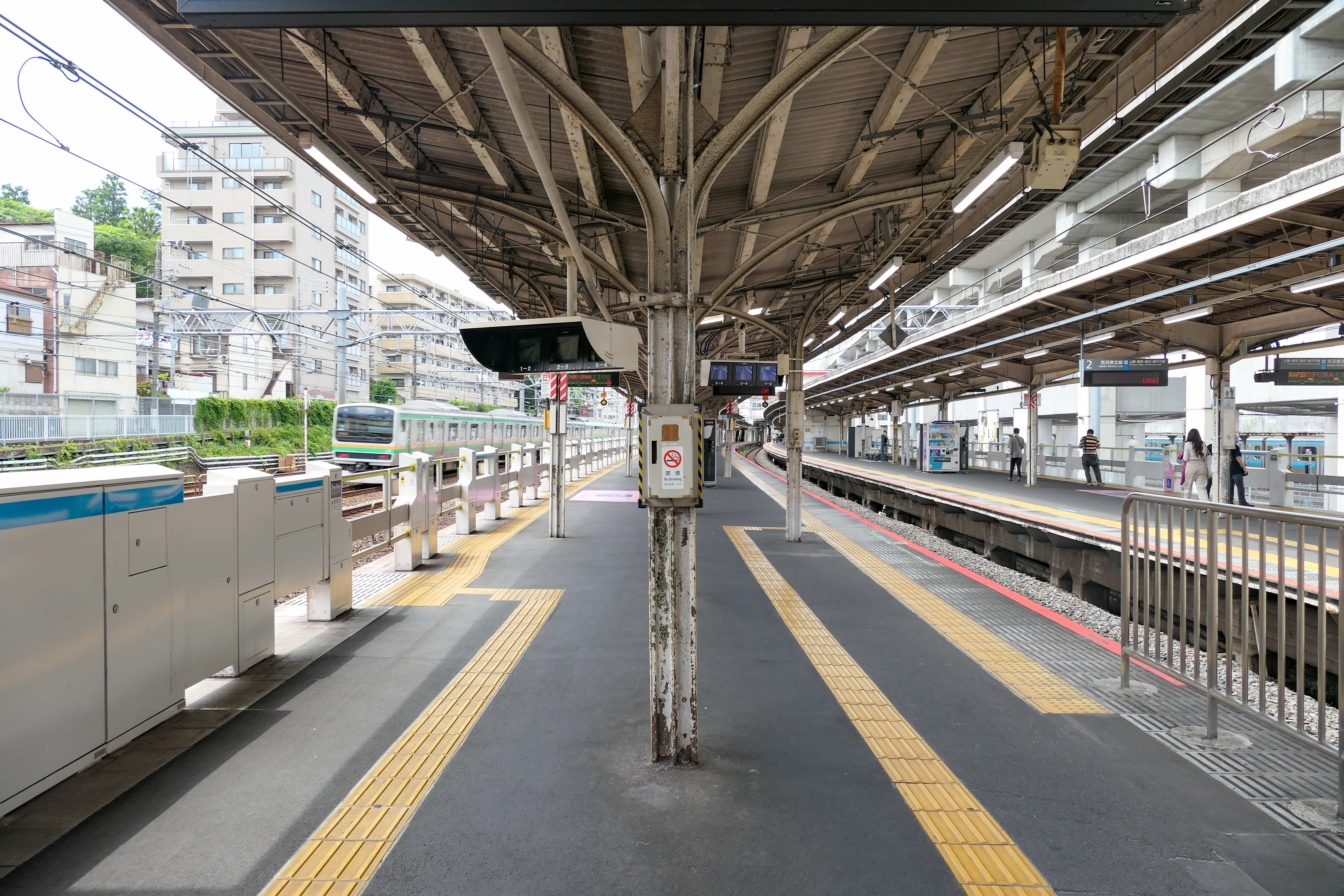
3・4番線ホーム（2023年5月）

## 利用状況
2023年度（令和5年度）の1日平均乗車人員は22,041人である。京浜東北線の駅の中では上中里駅、高輪ゲートウェイ駅、新子安駅、鶯谷駅に次いで5番目に少ない。
1990年度（平成2年度）以降の推移は以下のとおりである。
| 1日平均乗車人員推移 | 1日平均乗車人員推移 | 1日平均乗車人員推移 | 1日平均乗車人員推移 | 1日平均乗車人員推移 | 1日平均乗車人員推移 |
| 年度                | 定期外              | 定期                | 合計                | 出典                | 出典                |
| 年度                | 定期外              | 定期                | 合計                | JR                  | 東京都              |
| ------------------- | ------------------- | ------------------- | ------------------- | ------------------- | ------------------- |
| 1990年（平成02年）  |                     |                     | 28,112              |                     | [ 都 1 ]            |
| 1991年（平成03年）  |                     |                     | 27,967              |                     | [ 都 2 ]            |
| 1992年（平成04年）  |                     |                     | 26,405              |                     | [ 都 3 ]            |
| 1993年（平成05年）  |                     |                     | 25,964              |                     | [ 都 4 ]            |
| 1994年（平成06年）  |                     |                     | 25,518              |                     | [ 都 5 ]            |
| 1995年（平成07年）  |                     |                     | 25,284              |                     | [ 都 6 ]            |
| 1996年（平成08年）  |                     |                     | 24,370              |                     | [ 都 7 ]            |
| 1997年（平成09年）  |                     |                     | 23,506              |                     | [ 都 8 ]            |
| 1998年（平成10年）  |                     |                     | 23,386              |                     | [ 都 9 ]            |
| 1999年（平成11年）  |                     |                     | 23,041              |                     | [ 都 10 ]           |
| 2000年（平成12年）  |                     |                     | 22,647              | [ JR 2 ]            | [ 都 11 ]           |
| 2001年（平成13年）  |                     |                     | 22,402              | [ JR 3 ]            | [ 都 12 ]           |
| 2002年（平成14年）  |                     |                     | 22,278              | [ JR 4 ]            | [ 都 13 ]           |
| 2003年（平成15年）  |                     |                     | 22,111              | [ JR 5 ]            | [ 都 14 ]           |
| 2004年（平成16年）  |                     |                     | 21,809              | [ JR 6 ]            | [ 都 15 ]           |
| 2005年（平成17年）  |                     |                     | 21,538              | [ JR 7 ]            | [ 都 16 ]           |
| 2006年（平成18年）  |                     |                     | 21,601              | [ JR 8 ]            | [ 都 17 ]           |
| 2007年（平成19年）  |                     |                     | 21,625              | [ JR 9 ]            | [ 都 18 ]           |
| 2008年（平成20年）  |                     |                     | 21,529              | [ JR 10 ]           | [ 都 19 ]           |
| 2009年（平成21年）  |                     |                     | 21,566              | [ JR 11 ]           | [ 都 20 ]           |
| 2010年（平成22年）  |                     |                     | 21,762              | [ JR 12 ]           | [ 都 21 ]           |
| 2011年（平成23年）  |                     |                     | 21,628              | [ JR 13 ]           | [ 都 22 ]           |
| 2012年（平成24年）  | 8,121               | 13,651              | 21,772              | [ JR 14 ]           | [ 都 23 ]           |
| 2013年（平成25年）  | 8,267               | 13,872              | 22,140              | [ JR 15 ]           | [ 都 24 ]           |
| 2014年（平成26年）  | 8,307               | 13,847              | 22,155              | [ JR 16 ]           | [ 都 25 ]           |
| 2015年（平成27年）  | 8,476               | 14,173              | 22,650              | [ JR 17 ]           | [ 都 26 ]           |
| 2016年（平成28年）  | 8,519               | 14,464              | 22,983              | [ JR 18 ]           | [ 都 27 ]           |
| 2017年（平成29年）  | 8,730               | 15,038              | 23,769              | [ JR 19 ]           | [ 都 28 ]           |
| 2018年（平成30年）  | 8,889               | 15,380              | 24,270              | [ JR 20 ]           | [ 都 29 ]           |
| 2019年（令和元年）  | 8,733               | 15,583              | 24,317              | [ JR 21 ]           | [ 都 30 ]           |
| 2020年（令和02年）  | 6,580               | 12,574              | 19,155              | [ JR 22 ]           | [ 都 31 ]           |
| 2021年（令和03年）  | 7,354               | 12,121              | 19,475              | [ JR 23 ]           | [ 都 32 ]           |
| 2022年（令和04年）  | 8,307               | 12,559              | 20,866              | [ JR 24 ]           | [ 都 33 ]           |
| 2023年（令和05年）  | 8,768               | 13,273              | 22,041              | [ JR 1 ]            |                     |

## 駅周辺
東側に隣接して東北新幹線の高架橋と電留線があり、京浜東北線・根岸線の電車が留置されている。西側には東北本線の列車線と貨物線が並行して走り、線路際は武蔵野台地の突端に当たる崖となっている。南口改札はこの崖から低地へ向かって線路群を乗り越す跨線橋に面している。なお、埼京線（赤羽線）十条駅が至近距離（徒歩約10分）にあり、東に約1 kmの国道122号（北本通り）沿いには、東京メトロ南北線王子神谷駅がある。
- JR東日本下十条運転区総合事務所
- 警視庁王子警察署中十条交番（南口側）
- 北区東十条区民センター
  - 北区東十条ふれあい館
  - 北区東十条地域振興室
  - 北区立東十条図書館
- 清水坂公園
- 北区保健所
- 東十条駅前郵便局
- 東十条郵便局
- 中十条郵便局
- 北区立十条小学校（旧:荒川小学校）
- 東京都道460号中十条赤羽線
- 八木病院
- 神谷病院
- 明理会中央総合病院（板橋中央総合病院グループ）
- 東京ほくと医療生活協同組合生協北診療所
- 篠原演芸場
- 十条富士塚
- 国道122号（北本通り）
- 東京都道318号環状七号線（環七通り）
- 成立学園中学・高等学校
- オーケー 十条店

## バス路線
北口徒歩約7分の環七通りと東本通りが交差する平和橋交差点周辺に「東十条四丁目」停留所が設置されている。
| 運行事業者                   | 系統・行先 |                              |
| 東十条四丁目（環七通り沿い） | 東十条四丁目（環七通り沿い）                                                                                               | 東十条四丁目（環七通り沿い） |
| ---------------------------- | --- | ---------------------------- |
| 都営バス                     | 王78：新宿駅西口・杉並車庫前／王子駅前                                                                                     |                              |
| 国際興業バス                 | - 赤25・赤25-2：ハートアイランド循環 - 赤26：舎人団地 - 赤27・赤27-2：西新井駅 - 赤27-2：赤羽車庫 - 王54：上板橋駅／王子駅 |                              |
| 東十条四丁目（東本通り沿い） | |                              |
| 国際興業バス                 | - 赤25・赤25-3・赤26・赤27・赤31・赤95：赤羽駅東口 - 赤95：赤羽車庫 - 深夜急行：東浦和駅（降車専用）                       |                              |
| - 国際興業バス - 関東バス    | 赤31：高円寺駅北口 |                              |

## 隣の駅
東日本旅客鉄道（JR東日本）
 京浜東北線
■快速・■各駅停車
赤羽駅 (JK 38) - 東十条駅 (JK 37) - 王子駅 (JK 36)

### 記事本文